# Brie (Narnia)
Brie (Engels: Bree) is een personage uit Het paard en de jongen en Het laatste gevecht van De Kronieken van Narnia door C.S. Lewis.
Brie, wiens volledige naam Briehie-hinnik-brinnik-hoehie-ha (Engels: Breehy-hinny-brinny-hoohy-hah) is, is een sprekend paard, dat door de Calormeners is ontvoerd uit Narnia. Hij laat aan de Calormeners niet merken dat hij een sprekend paard is, omdat hij bang is op de kermis te worden getoond. Hij is een dapper strijdros, maar is ook arrogant.

## Het paard en de jongen
Als hij samen met zijn baas, de Tarkaan Anradin, komt logeren bij Arshiesh, verzucht Shasta: "als jij eens kon praten..." Dat kan Brie, en hij vertelt dat Anradin een slechte meester is. Samen vluchten zij naar Narnia. Onderweg komen ze Aravis tegen, met haar sprekende paard Winne. Samen besluiten ze verder te gaan naar Narnia. Tijdens de vlucht praten Brie en Aravis veel met elkaar zodat Shasta zich buitengesloten voelt.
Ze reizen door Tashbaan naar de Woestijn, waar ze de troepen van Rabadash moeten voorblijven. Dat lukt net, hoewel ze op aanraden van Brie tijd verliezen met eten en drinken. Het laatste stuk worden ze opgejaagd door een leeuw. Brie loopt door als Aravis wordt aangevallen, terwijl Shasta van zijn paard springt. Brie schaamt zich daarvoor.
Als ze terug willen naar Narnia, wil Brie dat nog niet, omdat zijn staart nog niet is aangegroeid en hij ijdel is. Aslan komt hen opzoeken. Brie praat dan net wat verachtelijk over Aslan. Brie bekent zijn dwaasheid.
Later worden ze uitgenodigd door koning Lune van Archenland. Deze spreekt beleefd tegen Brie, en informeert naar hun familie, iets wat hij en Winne niet gewend zijn. Samen gaan ze in Narnia wonen, maar ze trouwen niet met elkaar. Later komen ze nog geregeld op bezoek in Archenland.

## Het laatste gevecht
Hier is Brie in de tuin, in het nieuwe Narnia, samen met alle andere helden uit Narnia.